# Afua Hirsch
Afua Hirsch, née le 12 juin 1981 à Stavanger (Norvège), est une écrivaine, journaliste et ancienne barrister britannique. Elle a travaillé pour The Guardian et a été rédactrice en chef des affaires sociales et de l'éducation pour Sky News de 2014 à 2017.

## Jeunesse
Née le 12 juin 1981 à Stavanger en Norvège, d'un père britannique et d'une mère Akan du Ghana, elle est élevée à Wimbledon, au sud-ouest de Londres,. Son grand-père paternel, Hans (plus tard John), qui était juif, a fui Berlin en 1938. Son grand-oncle est le métallurgiste Peter Hirsch. Son grand-père maternel, diplômé de l'université de Cambridge, a participé à la mise en place du système éducatif post-indépendance au Ghana, mais est devenu ensuite un exilé politique.
Hirsch a fait ses études au lycée privé de Wimbledon (en) et étudie ensuite la philosophie, politique et économie au St Peter's College d'Oxford (1999-2002),,. Après avoir obtenu un baccalauréat ès arts, elle obtient un diplôme d'études supérieures en droit (en) de la BPP Law School (en). Elle se qualifie comme barrister en 2006 et se forme aux Doughty Street Chambers (en).

## Carrière
Hirsch commence à travailler comme barrister dans le domaine de la défense pénale, du droit public et du droit international public.

### Journalisme et écrits
Hirsh a été une correspondante légale pour The Guardian. Elle a vécu en Grande-Bretagne et au Sénégal et a été basée à Accra, au Ghana comme correspondante du Guardian en Afrique de l'Ouest,. De 2014 à 2017, elle est rédactrice en chef des affaires sociales et de l'éducation pour Sky News.
Hirsch a contribué avec What Does It Mean To Be African? à l'anthologie de Margaret Busby, New Daughters of Africa en 2019.

#### Article duGuardiansur la colonne Nelson
En août 2017, dans The Guardian, Hirsch se demande si la colonne Nelson devait rester en place, avec l'implication qu'elle pourrait être supprimée. Elle a soutenu que le monument de Londres est un symbole du suprémacisme blanc car Horatio Nelson s'est opposé au mouvement abolitionniste. Peu de temps après, l'historien de l'art et ancien directeur de musée, Roy Strong, déclare que la suggestion de supprimer la colonne était un point de vue « ridicule », commentant que « une fois que vous commencerez à réécrire l'histoire à cette échelle, il ne restera plus de statue ou de maison historique... Le passé est le passé. Vous ne pouvez pas réécrire l'Histoire »,. Au mois de mai suivant, Hirsch déclare que l'idée de supprimer la colonne Nelson a détourné l'attention de son argument principal selon lequel la Grande-Bretagne devrait examiner plus attentivement son passé pour mieux se comprendre aujourd'hui. Dans un article présentant son documentaire télévisé, The Battle for Britain's Heroes, Hirsch a déclaré qu'elle « n'attendait pas réellement dans un bulldozer, prête à prendre d'assaut Trafalgar Square, comme certains semblaient le croire ».

#### Brit(ish)
Le livre de Hirsch, Brit(ish): On Race, Identity and Belonging (en), est publié par Jonathan Cape en janvier 2018. Le livre traite de l'histoire, de la culture et de la politique des Noirs dans le contexte de la Grande-Bretagne, du Sénégal et du Ghana.

#### The Battle for Britain's Heroes
Dans l'émission télévisée The Battle for Britain's Heroes, diffusée pour la première fois par la chaîne britannique Channel 4 fin mai 2018, Hirsch évoque des aspects moins connus de la carrière de l'ancien Premier ministre britannique Winston Churchill, tels que son attitude envers les Indiens et son plaidoyer pour le gazage (en) des « tribus sauvages » en Mésopotamie (en partie dans l'actuel Irak) après la Première Guerre mondiale. Dans sa revue du programme, Hugo Rifkind (en) écrit dans The Times que le « sous-texte est souvent que Hirsch attaque la Grande-Bretagne même en mentionnant ce truc », ce qui implique, en raison de ses propres antécédents, qu'il « est franchement haineux de sa part », mais Hirsch ne laisse pas « ses opinions se définir par opposition à celles de ses détracteurs ».

#### African Renaissance: When Art Meets Power
En 2020, Hirsch présente la série documentaire African Renaissance: When Art Meets Power sur BBC Four Hirsch a visité l'Éthiopie, le Sénégal et le Kenya, allant à la rencontre de musiciens et d'artistes et racontant l'histoire de chacun de ces pays.

### Reconnaissance
Hirsh a fait partie du jury du Prix Booker 2019 qui a fait de Margaret Atwood et de Bernardine Evaristo les deux co-lauréates, ce qui a suscité beaucoup de controverses,,.
Plus tard cette année-là, Hirsch est incluse dans la Powerlist (en) qui définit chaque année les 100 Britanniques d'origine africaine et afro-caribéenne les plus influents.

## Vie privée
Hirsch a rencontré son partenaire alors que tous deux poursuivaient une carrière juridique. Il est originaire de Tottenham, au nord de Londres, et d'origine ghanéenne. La fille du couple est née en 2011.

### Ouvrages
- (en) Brit(ish) : On Race, Identity and Belonging, Londres, Jonathan Cape, 2018, 384 p. (ISBN 978-1911214281).
- (en) Equal to Everything : Judge Brenda and the Supreme Court, Londres, Legal Action Group, 2019, 36 p. (ISBN 978-1912273485).

### Sélection d'articles
- (en) « What's it like being black in Norway? », The Guardian,‎ 26 mai 2013 (ISSN 0261-3077, lire en ligne, consulté le 5 décembre 2020).
- (en) « Britain: rainbow nation, racist background », Prospect,‎ 16 mars 2017 (ISSN 1359-5024, lire en ligne, consulté le 5 décembre 2020).
- (en) « Toppling statues? Here's why Nelson's column should be next », The Guardian,‎ 22 août 2017 (ISSN 0261-3077, lire en ligne, consulté le 5 décembre 2020).
- (en) « The fantasy of 'free speech' », Prospect,‎ 16 février 2018 (ISSN 1359-5024, lire en ligne, consulté le 5 décembre 2020).
- (en) « The racism that killed George Floyd was built in Britain », The Guardian,‎ 3 juin 2020 (ISSN 0261-3077, lire en ligne, consulté le 5 décembre 2020).
- (en) « Afua Hirsch On The Crucial Black History Lessons All Schools Should Be Teaching », Vogue,‎ 15 juin 2020 (ISSN 0262-2130, lire en ligne, consulté le 5 décembre 2020).